# Alessio Felicino
Alessio Felicino (Roma, 24 gennaio 1981 – Perugia, 6 febbraio 2022) è stato un giocatore di calcio a 5 italiano.

## Biografia
Conclusa la carriera, Felicino si era stabilito in Umbria. È morto la notte tra il 5 e il 6 febbraio 2022 a causa di una forma particolarmente aggressiva di amiloidosi.

## Carriera

### Club
Inizia a giocare a calcio all'età di 13 anni militando nelle giovanili della Roma fino all'età di 17 anni. Poi gira tra Eccellenza e Serie D militando in squadre come Real Cassino, Civitavecchia, Guidonia.
Nella stagione 2001-2002 passa al calcio a 5, venendo tesserato dalla BNL Roma. Gioca per più di dieci anni nei campionati nazionali, militando oltre che nella BNL anche in Brillante Roma, Roma C5, Magione, COAR Orvieto, Palestrina, Potenza, Grifo Caminetti, Prato Rinaldo e Foligno, realizzando in totale 221 gol in 275 presenze. Vanta anche 3 presenze in nazionale con 2 gol e nel 2008 ha fatto parte dei 20 nel ritiro pre-mondiale in Brasile. Ha vinto i play-off di Serie A2 nel 2003-04, un campionato umbro di Serie C1 nel 2010-11, due Coppe Italia umbre nel 2010-11 e 2012-13 e un play-off nazionale di C1 nel 2012-13.

### Nazionale
Ha esordito con la Nazionale nell'amichevole giocata il 27 ottobre 2004 a Civitavecchia contro la Croazia, vinta dagli azzurri per 5-1.